# أبولو 8
رحلة أبولو 8 وهي رحلة غادر فيها الإنسان للمرة الأولى كوكب الأرض ودار حول جرم سماوي آخر وهو القمر، وكان ذلك في 25 ديسمبر 1968.
انطلقت المركبة أبولو 8 في 21 ديسمبر 1968 بواسطة الصاروخ ساتورن 5 حاملة رواد الفضاء وهم
فرانك بورمان Borman وجيم لوفل Lovell ووليام اندرس Anders، وبعد أربعة أيام، أي في 25 ديسمبر 1968 دخلت أبولو 8 في مدار حول القمر فكان الرواد بورمان ولوفل واندرس هم أول من حلق ودار حول القمر من البشر، وأول من شاهد الجانب الخلفي البعيد من القمر بشكل مباشر والذي لا يمكن رؤيتهُ من الأرض. وخلال الرحلة دار الرواد عشر مرات حول القمر على ارتفاع من سطحه يبلغ نحو 65 كيلومتر، والتقطوا صورا عديدة لملامح سطح القمر من بينها ملامح الجانب الخلفي. وكذلك التقطوا صورا لمواقع تكون فيما بعد أماكن لهبوط رواد الفضاء خلال رحلاتهم إلى القمر طبقا لمشروع أبولو لغزو الفضاء.
وبعد الدورة العاشرة، شغل الرواد المحرك الرئيسي الذي يعطي المركبة الفضائية تسارع أكبر من تسارع
جاذبية القمر وبالتالي تترك المركبة مجال القمر تدريجيا متخذة مسارا نحو الأرض.
وفي 27 ديسمبر هبطت أبولو 8 بسلام في مياه المحيط الهادي، منهية مهمة تاريخية تمهد الطريق للهبوط على القمر.
تضمنت أهداف المهمة لـ Apollo 8 أداء منسق للطاقم، ووحدة القيادة والخدمة، أو CSM، ومرافق الدعم. واختبرت البعثة أيضا نظام أشغال المحرك الصاروخي للمركبة للتوجه إلى القمر TLI) Translunar Injection)، ونظام CSM الجديد للملاحة في الفضاء والاتصالات وتصحيحات منتصف الطريق؛ وتقييم المستهلك والتحكم الحراري السلبي. فكانت أهداف الاختبار التفصيلية هي تحسين الأنظمة والإجراءات المتعلقة بالعمليات القمرية مستقبلاً.
حققت جميع أهداف المهمة الأولية وأهداف الاختبار التفصيلية. ونفذت جميع أنظمة المركبات الفضائية والمركبات الفضائية وفقًا للخطة. ولقد تضمنت الإنجازات الهندسية استخدام الشبكة الأرضية مع تقنيات ملاحية على متن السفن لزيادة دقة تحديد المدار القمري والاستخدام الناجح لهوائي أبولو عالي الكسب - وهو هوائي نطاق S موحد بأربع أعمدة والذي نشر من وحدة الخدمة، أو SM، بعد الانفصال عن المرحلة الثالثة.
من أهم المستجدات في هذه الرحلة هي اختبار مركبة فضائية جديدة لا تعتمد على الجو في داخلها من غاز الأوكسجين الصافي، وكذلك نظام جديد للملاحة في الفضاء حيث لا يوجد تأثير للمغناطيسية في التوجيه بالبوصلة، واستخدام الحاسوب الصغير لأول مرة لبرمجة التحكم بمعظم عمليات الرحلة، ومن ضمنها تهدئة سرعة المركبة الفضائية لدخول مدار حول القمر، وكذلك التحكم في زمن تشغيل المحرك الصاروخي للمركبة بغية الخروج من نطاق مدار القمر والعودة إلى الأرض. كل ذلك تحقق بدقة كبيرة من الحاسوب.

## تفاصيل المهمة
أطلق أبولو 8 من كيب كينيدي في 21 ديسمبر 1968، ووضع رواد الفضاء فرانك بورمان وجيمس لوفيل جونيور وويليام أندرس في مدار يبلغ 114 إلى 118 كيلومتر في موقف انتظار عند 32.6 درجة.
خلال الدورة الثانية، في ساعتين و50 دقيقة من الوقت المنقضي، استؤنفت المرحلة الثالثة من S-IVB للحرق لمدة خمس دقائق، ولمدة 17 ثانية. بعد فصل S-IVB / CSM في ثلاث ساعات، و 21 دقيقة، بدأ حرق نصف قطره 1.5 قدم في الثانية لمحركات التحكم في التفاعل SM لتحديد مسافة كافية لإلقاء النفايات الدفعي S-IVB. وعقب الإغراق الدفعي، الذي أرسل المركبة إلى مسار متباعد ومدار شمسي، كانت المسافة الفاصلة لا تزال غير كافية ونفذت العملية ثانية للتحكم في رد فعل SM تبلغ 7.7 قدم في الثانية.

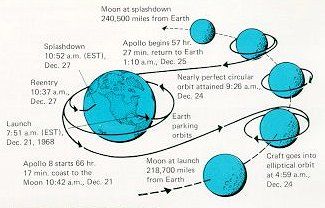
مسار مركبة الفضاء منذ الإقلاع من الأرض، والدوران حول القمر، ثم العودة إلى الأرض.

حدث أول تصحيح للوسط في حوالي 10 ساعات، و 55 دقيقة في المهمة وقدم أول فحص على نظام دفع الخدمة، أو SPS، المحرك قبل التزام المركبة الفضائية بإدخال المدار القمري. حدث التصحيح الثاني والأخير في منتصف الطريق قبل إدخال المدار القمري في 61 ساعة و 8 دقائق و 54 ثانية.
وقع فقدان الإشارة في 68 ساعة و58 دقيقة و45 ثانية عندما مرت المركبة أبولو 8 وراء القمر. في تلك اللحظة، أصبح روّاد الفضاء الثلاثة في ناسا أول بشر يرون الجانب الآخر للقمر. واستغرق حرق أول مدافن على القمر 69 ساعة و8 دقائق و52 ثانية واستمر لمدة أربع دقائق وثانيتين وخفضت سرعة المركبة الفضائية 8400 قدم في الثانية بمقدار 2,994 قدم في الثانية، مما أدى إلى وجود مدار قمرى أولي يبلغ 70 درجة في 193 ميل. يدور المدار على مسافة 70 ميلاً بحرق مدخله الثاني على سطح القمر بمقدار 135 قدمًا في الثانية، ويتم إجراؤه في بداية الثورة الثالثة، مرة أخرى على الجانب الخلفي للقمر، في 73 ساعة و35 دقيقة وخمس ثوانٍ.
وخلال فترة 20 ساعة في المدار القمري، أجرى الطاقم جدولًا زمنيًا كاملًا من المهام، بما في ذلك تتبع المواقع البارزة وأماكن الهبوط المحتمل، والتصوير الفوتوغرافي الاستريو العمودي، وتصوير للملاحة المجسمة، وملاحة السدس. في نهاية المدار القمري العاشر، في 89 ساعة و19 دقيقة و16 ثانية، تم إجراء حرق بالحقن عبر الأرض لمدة ثلاث دقائق و23 ثانية، بإضافة 3,522 قدم في الثانية. فقط واحد التصحيح mid course، وهو حرق خمسة أقدام في الثانية التي أجريت في 104 ساعة، كان مطلوبا بدلا من الثلاثة المقرر.
وقد أجريت ستة أجهزة تلفازية أثناء البعثة: اثنتان خلال الساحل المتحول، واثنتان خلال المدار القمري واثنتان خلال الساحل العابر للأرض. وقد بثت هذه الإرسالات في جميع أنحاء العالم وفي الوقت الفعلي لجميع القارات الخمس. خلال البث التلفازي في عشية عيد الميلاد، قرأ الطاقم الآيات من الفصل الأول من سفر التكوين وتمنوا للمشاهدين، «ليلة سعيدة، حظ سعيد، عيد ميلاد سعيد وبارك الهكم جميعًا - جميعكم على الأرض الجيدة». جميع أجهزة البث كانت ذات جودة ممتازة. وكانت الاتصالات الصوتية جيدة بشكل استثنائي في جميع أنحاء البعثة.
حدث فصل وحدة القيادة، أو CM، من SM في 146 ساعة و31 دقيقة. أدت مناورة مزدوجة التخطي خلال مرحلة توجيه إعادة الدخول إلى زيادة في الارتفاع تتراوح بين 25,000 و 30,000 قدم. كانت سرعة إعادة الدخول 24696 ميل في الساعة، مع درجات حرارة العازل الحراري (heat shield) بلغت 5000 درجة فهرنهايت. وكان نشر المظليين وأحداث إعادة الدخول الأخرى عادية. انطلق أبوللو 8 في المحيط الهادي في الساعة 10:51 صباحا بالتوقيت الشرقي من 27 كانون الأول / ديسمبر. وكان الترشح حوالي 5100 ياردة من سفينة الاسترداد يو إس إس يوركتاون، بعد 147 ساعة من الإطلاق وعلى وجه الدقة في الوقت المحدد. ووفقا للتخطيط المسبق، حلقت طائرات الهليكوبتر والطائرات فوق المركبة الفضائية، ولم ينتشر أفراد الباركيس حتى شروق الشمس المحلي، بعد 50 دقيقة من الهبوط. وصل طاقم السفينة أبوللو 8 إلى سفينة الاستعادة في الساعة 12:20 ظهرا. EST.

## الرحلة إلى القمر

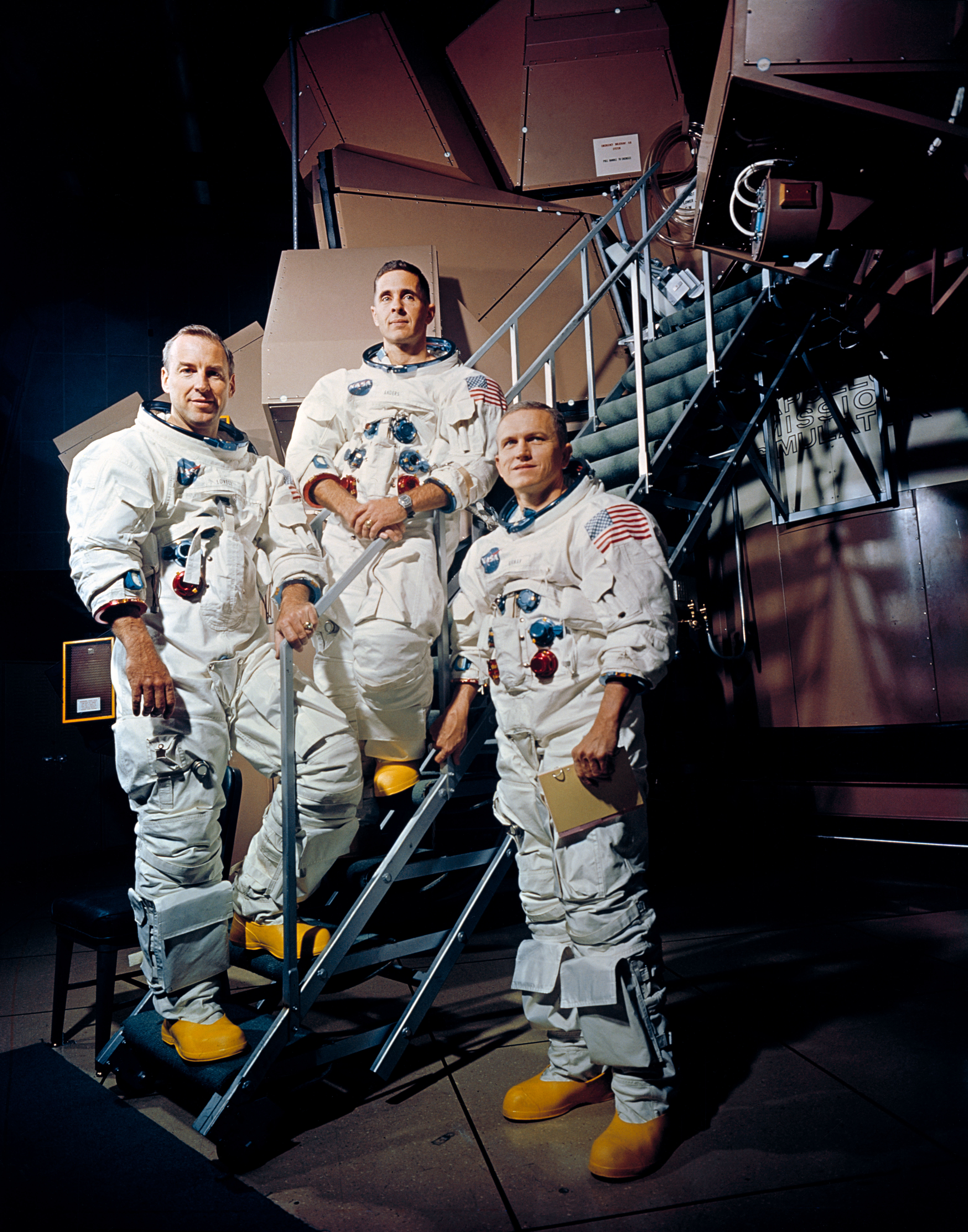
طاقم أبولو8، من اليسار: لوفل، أندرس، بورمان.

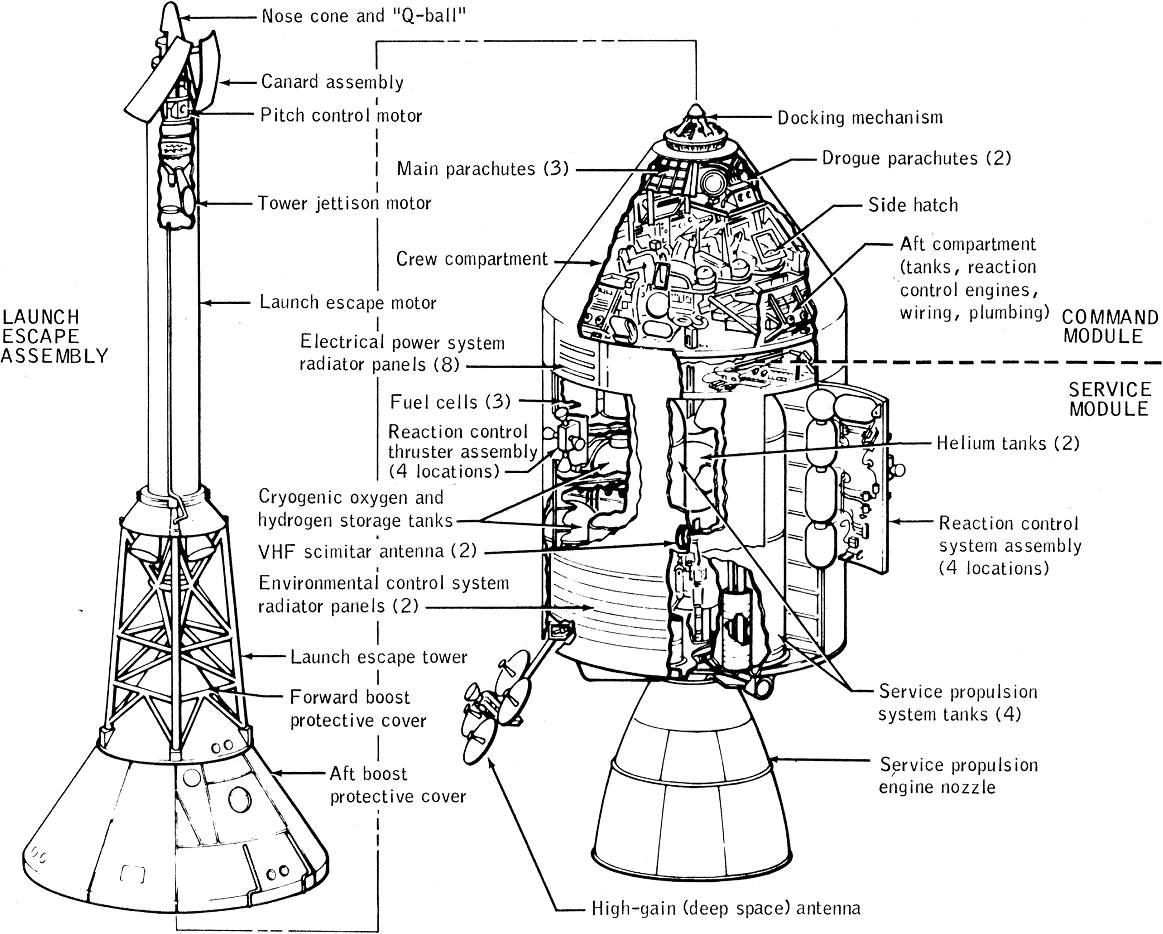
رسم هندسي لمركبة الفضاء Command Module ومتصل بها وحدة الخدمات Service Module ذات الصاروخ الرئيسي.

كان طاقم رواد الفضاء وعلى رأسهم بورمان أول رواد للفضاء يركبون الصاروخ العملاق ساتورن 5 ذي الثلاثة مراحل.وكان عليهم أن يحتفظوا بالمرحلة الثالثة للصاروخ خلال الثلاثة ساعات الأولى من رحلتهم حيث يتخدون أولا مدارا حول الأرض يقومون خلالها بفحص سلامة عمل الأجهزة والحاسوب بمساعدة محطة المراقبة على الأرض في هيوستن. وبعد التأكد من سلامة الأجهزة كان عليهم إشعال المرحلة الثالثة للصاروخ وتسمي «اشعال التوجه إلى القمر» Translunar Injection فيكسبهم الصاروخ سرعة تمكنهم من مغادرة مدارهم حول الأرض. ثم يتم فصل مرحلة الصاروخ الثالثة وإلقائها وبذلك تستمر مركبة الفضاء بهم في طريقها إلى القمر. بعد ثلاثة ساعات و 21 دقيقة بعد الإقلاع أصبح رواد الفضاء في طريقهم إلى القمر. في هذا الوقت قام بورمان بتدوير مركبة الفضاء نصف دورة (180 درجة) لتصبح واجهتها مواجهة للأرض وأما محركها الصاروخي فأصبح في اتجاه القمر. استمرت الرحلة على ذلك إلى القمر الذي يبعد عنا 240.000 ميلا وبذلك يدخل بورمان ولوفل وأندرسن منطقة لم يصلها الإنسان من قبل. لم يرى الرواد القمر إلا وقت وصولهم إليه حيث كانوا يرون الأرض فقط خلال الطريق. وكان توجيه مركبة الفضاء بهذه الطريقة حتى الوصول إلى القمر لأن تشغيل المحرك الصاروخي عن الوصول كان لازما لكبح سرعة المركبة بغرض الوصول إلى مدار حوله على ارتفاع نحو 65 ميل. وكانت تلك المناورة حساسة جدا إذ أن سرعتهم التي وصلوا بها إلى القمر كانت - لو بقوا عليها - لضاعوا في الكون حيث أن جاذبية القمر كانت لا تحتفظ بهم بسبب سرعتهم الفائقة. في نفس الوقت كانت مناورة كبح سرعة المركبة حساسة للغاية إذ لو زاد كبح سرعة المركبة ونقصت سرعتها إلى حد اقل من السرعة المحسوبة لسقطت المركبة على القمر وارتطمت به، وبالتالي تكون تلك نهاية رواد الفضاء. لهذا كان تشغيل المحرك الصاروخي فترة وجيزة محسوبة بدقة جدا للوصول إلى مدار حول القمر كان يقوم به الحاسوب الموجود في مركبتهم.
و القمر بقطره الذي يبلغ 2160 ميل ليس ثابتا في مكانه فهو يدور حول الأرض بسرعة تصل إلى 2.300 ميل في الساعة. ومعنى ذلك أن على رواد الفضاء أن يوجهوا مركبتهم إلى نقطة في الفضاء بحيث يلتقيا بالقمر عند مروره بها. وعند بلوغه فلا بد لهم من خفض سرعتهم خلف القمر عن طريق إشعال محرك مركبة الفضاء الصاروخي وذلك في اتجاه عكسي حتى يتمكنوا من اتخاذ مدار حوله يعلو عن سطحه بنحو 65 ميل.
ولكن تخيل أن لا تتم تلك الخطوات بالدقة اللازمة أو عدم استجابة أحد الأجهزة. فإن حدث ولم يستطيعوا خفض سرعتهم فإنهم ينطلقون بفعل جاذبية القمر إلى أعماق الفضاء بلا رجعة حتى نفاذ الأكسجين الذي معهم. إلا أن ميكانيكا الفضاء تعطيهم فرصة للعودة إلى الأرض. وقد اتخذ المراقبون على الأرض احتياطهم للتصرف في هذه الحالة. وذلك عن طريق تصويب مركبة الفضاء أبولو 8 إلى مسافة معينة قريبة من القمر فتحولهم جاذبية[ ؟ ] القمر إلى اتخاذ لفة حوله تعيدهم إلى مسار يعودون منه إلى الأرض. وقد كان من الوجهة النظرية البحتة ممكنا توجيه مركبة الفضاء عند مغادرتها الأرض بحيث تتخذ مسارا على هيئة 8 يذهبون عن طريقه تلقائيا إلى القمر ثم العودة من دون أي استخدام لأجهزة أخرى. ولكن المهندسون في مركز المراقبة Mission Control لم يعطوا تلك الطريقة فرصة للتنفيذ حيث كان لا بد من تصحيح توجيه المركبة بين حين وآخر، إذ لا يوجد ضمان لدقة التنفيذ وخصوصا عدم وجود معلومات عن توازن توزيع الجاذبية على القمر.بالإضافة إلى ذلك أن مركبة الفضاء مزودة بعدة صواريخ صغيرة أخرى يمكن بواسطتها ضبط خط سير المركبة، ويستطيع رواد الفضاء استخدامها للتصحيح إذا لزم الأمر طبقا لتعليمات المراقبين في مركز المراقبة بهيوستن، وعليه فيوجد احتياطات متعددة لاحتفاظ مركبة فضاء على مسارها طوال الرحلة.
ويبلغ طول المسار إلى القمر نحو 234.000 ميل وتستغرق نحو 66 ساعة[ ؟ ] حتي الوصول يوم 24 ديسمبر. وإذا مشى كل شيء طبقا للخطة الموضوعة وأعطى مركز الفضاء التصريح لرواد الفضاء بالإشعال المسمى «إشعال المدار القمري» حيث يبدأ قائد مركبة الفضاء إشعال صاروخ الخدمة الرئيسي Service Module أبولو 8 خلف القمر لمدة 4 دقائق، تنخفض خلالها سرعة المركبة إلى نحو 3.700 ميل/ساعة. وعند إجراء ذلك فلن يكون هناك إمكانية للعودة التلقائية إلى الأرض. عندئذ يصبح أبولو8 قمرا صناعيا للقمر ويستمر في الدوران حوله. وعليه فعلى بورمان وطاقم زملائه وضع ثقتهم في أن يعمل صاروخ وحدة الخدمة الرئيسي بدقة كاملة حين تشغيله عند العودة. هذا وكان الأمر عالقا إذ أن الصاروخ لن يعمل خلال الدورات العشرة حول القمر فتنخفض درجة حرارته انخفاضا شديدا ولم يكن من المؤكد أنه سيشتغل بعد ذلك عندما تحين لحظة تشغيله مرة أخرى للعودة إلى الأرض. ولكن الصاروخ استجاب في الوقت المناسب المحسوب وأشعل بواسطة إشارة من الحاسوب، وتمت تلك المناورة أيضا بنجاح وأصبح رواد الفضاء في طريقهم إلى الأرض.
وبينما كانت الناس تتابع على الأرض ليلة عيد الميلاد المجيد أخبار هؤلاء الرواد، كان بورمان و لوفل واندرس يقومون بالتقاط صور لسطح القمر خلال دورانهم في فلكه. ومن خلال الرحلات الفضائية السابقة التي تمت بدون رواد الفضاء يعرف الخبراء أن جاذبية[ ؟ ] القمر ليست متساوية بسبب سقوط الشهب والنيازك الكبيرة عليه عبر ملايين السنين وتباين كثافته.

## قياس جاذبية القمر

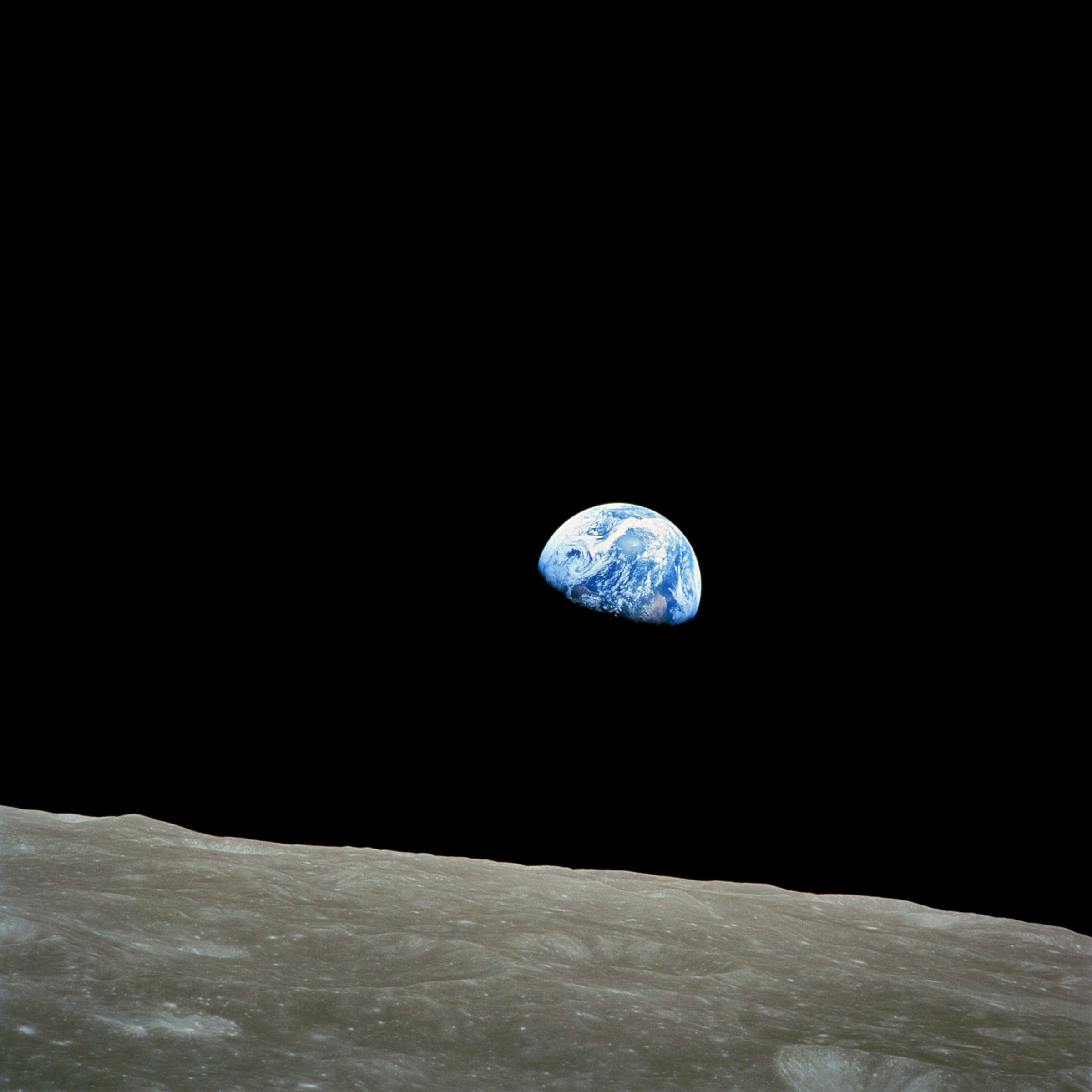
الصورة الشهيرة لشروق الأرض علي القمر التي التقطها بيل أندرس من المدار حول القمر.

كان على بورمان وزملائه القيام بقياسات دقيقة تحدد توزيع جاذبية[ ؟ ] القمر أثناء دورانهم حوله في دورات عديدة. في نفس الوقت لم يريد بورمانبورمان قضاء وقت أكثر من اللازم في الدوران في مدار حول القمر، فكلما طال هذا الوقت كلما كبر احتمال حدوث عطل هنا أو هناك وتتعثر العودة، لهذا استقر الرأي مع الخبراء قبل الرحلة على 10 لفات حول القمر تستغرق 20 ساعة لإتمام القياسات. وكانت تلك القياسات ضرورية للغاية لتأمين هبوط رواد الفضاء لاحقا على سطح القمر.

## العودة إلى الأرض
وكانت أول دقيقة من ليلة عيد الميلاد المجيد هي وقت تقصي الحقيقة: اشعال المحرك الصاروخي لوحدة الخدمة Service Module المشبوكة بكبسولة القيادة Command Capsule للعودة ويسمي «اشعال العودة إلى الأرض» Transearth Injection الذي يحررهم من جاذبية القمر، ويضعهم على مسار في اتجاه أرض بعيدة تبدو لهم صغيرة صعبة المنال. ويتطلب ذلك إشعال الصاروخ في ثانية محددة وهم في مدار القمر ويحددها لهم مركز القيادة الفضائي في هيوستن. يصبحون بذلك على مسار يوصلهم بالأرض. وجاءت الإشارة لهم في الوقت المناسب من هيوستن لإشعال الصاروخ وللمدة الزمنية المحددة لا تزيد ولا تقل، وفعلا أتم الرواد أيضا هذه الخطوة وأصبحوا في طريقهم إلى العودة. وفي يوم 27 ديسمبر وخلال الساعة الأخيرة من رحلة العودة قام رواد الفضاء بفصل مركبة القيادة Command Capsule من وحدة الخدمة Service Module وقاموا بضبط مركبة القيادة (كبسولة الفضاء) بدقة من أجل دخول مجال جو الأرض بسرعة قدومهم البالغة 25.000 ميل/ساعة[ ؟ ] وبالزاوية[ ؟ ] السليمة.كل ذلك يتم خلال مخاطبة مركز القيادة في هيوستن  الذي يتابع الرحلة ويتعرف على مسار كبسولة القيادة في كل ثانية خلال الرحلة بأكملها، ويعطون بين حين وآخر توقيت كل خطوة من خطوات الرحلة إلى الرواد، فيقوم الرواد أو قائد المركبة الفضائية بتنفيذ ما يصل إليه من تعليمات لضبط مسار وسرعة مركبة الفضاء. وعادة توكل هيوستن حاسوب مركبة الفضاء بإجراء توجيه المسار آليا من دون تدخل الرواد. كان الحاسوب مشيفرا ليعطي رواد الفضاء معلومات وبيانات يسألونه عنها. وكان لكل سؤال يسألوه شفرة مختصرة معينة يستجيب إليها ويعطيهم المعلومة التي يطلبوها. وكانت إحدى الشفرات تختص بإدارة مركبة الفضاء في طريقها إلى القمر بعد الإقلاع بنحو 3 ساعات وعكس اتجاهها على المسار. وحدث أن أحد رواد الفضاء أعطي الحاسوب تلك الشفرة عفوا وبدأت المركبة تنقلب بهم في الفضاء، فقد كانت تلك الشفرة مخصصة للإقلاع وبد الرحلة وليست للعودة. وتدارك رواد الفضاء الأمر بنفسهم وأعادوا توجيه مركبة الفضاء إلى الأرض في طريقها الصحيح. ومن تلك العمليات التي يقوم بها حاسوب كبسولة الفضاء Board Computer عملية دخول جو الأرض ولكي تكون عودتهم في المكان المحدد لنزولهم في المحيط حيث تنتظرهم السفن والمروحيات لالتقاطهم من البحر.
وزاوية تماسهم بجو الأرض إنما هي زاوية حرجة: فإذا كانت الزاوية صغيرة ارتدت مركبة الفضاء بفعل جو الأرض مثلما يرتد الحجر[ ؟ ] الذي نرميه موازيا لسطح الماء فيرتد، ويضيعون في الفضاء. وإذا كانت الزاوية كبيرة تحترق المركبة وتتحطم بفعل قوى الكبح والاحتكاك الشديد بجو الأرض. والزاوية السليمة إنما تشكل حيزا دقيقا في حدود درجتين اثنتين يجب مراعاتها بدقة.
- وصف رواد الفضاء كوكب الأرض بأنهم رأوها كجوهرة زرقاء جميلة على بساط داكن السواد، وقامت أبولو 8 بتصوير الأرض من هذا البعد العظيم الذي لم يصله الإنسان قبل ذلك.

## اقرأ أيضا
- أبولو 11
- أبولو[ ؟ ]
- أبولو 10
- أبولو 13
- أبولو 14
- أبولو 17
- نيل أرمسترونج
- جون يونغ
- شالز ديوك
- ديفيد سكوت
- قائمة رواد فضاء أبولو